# Trajano Bastos
Trajano Bastos de Oliveira (Guarapuava, 19 de fevereiro de 1936) é um farmacêutico e político brasileiro. Foi deputado estadual do Paraná por três legislaturas, e presidente da Assembléia Legislativa do Paraná.

## Biografia
Filho de Amarílio Rezende de Oliveira e Judith Bastos de Oliveira, formou-se em Farmácia e foi vereador da Câmara Municipal de Guarapuava.
Nas eleições estaduais de 1974 foi eleito deputado estadual, sendo reeleito em 1978 e 1982. Integrou as Comissões de Orçamento; Constituição e Justiça; Terras, Colonização e Imigração; Polícia; Saúde Pública; Ecologia e Meio Ambiente. Foi eleito Presidente da Assembléia Legislativa do Paraná no biênio 1983 - 1984.

### Família
Seus pais, Amarílio Resende de Oliveira e Judith Bastos, são fundadores da Farmacia Trajano, mais antiga rede de Farmácias do Paraná e pioneiros na prestação de serviços em Guarapuava.
E cunhado do de Nivaldo Passos Kruger e tio do ex-prefeito de Guarapuava Candido Bastos.